# Acide tannique
L'acide tannique (Acidum tannicum), est un polyphénol de la famille des tanins hydrolysables. Il est présent dans les noix de galle, l'écorce et d'autres parties des plantes. Il est utilisé pour la clarification du vin ou de la bière et la dénaturation de l'alcool industriel. Il possède un goût astringent similaire à l'acide gallique.

## Origine
L'acide tannique est présent dans de nombreuses plantes, en particulier l'écorce du chêne, le Séquoia à feuilles d'if ou Tynanthus panurensis. On le trouve dans toutes les parties de la plante, graines, galle, cônes et bois.
Le chimiste Jöns Jacob Berzelius signale qu'en 1838, on utilisait l'extrait d'écorce de chêne (« quercitannate ») pour dissoudre la morphine.

## Propriétés
L'acide tannique est un dérivé de l'acide gallique, plus précisément un polyester de glucose. Il y a dix unités d'acide gallique pour un glucose. 
C'est un composé jaune à marron clair fortement soluble dans l'eau (un gramme par 0,35 mL d'eau). C'est un acide faible avec un pKa autour de 10.

## Utilisations
L'acide tannique est utilisé en médecine vétérinaire comme astringent antidiarrhéique sous forme de lavements. [précision nécessaire]
L'acide tannique sert à la fabrication d'encres (encre métallo-gallique) et de colorant alimentaire (E181).
Possédant un goût astringent, il est utilisé comme agent de saveur (Numéro fema GRAS 3042) pour aliment et le tabac, ou dénaturant d'alcool industriel.
En gravimétrie, on utilise une solution d'acide tannique pour précipiter l'aluminium, le béryllium, le chrome, le gallium, le germanium, le niobium, l'antimoine, l'étain, le tantale, le thorium, le titane, l'uranium, la vanadium, le tungstène, le zirconium.
L'acide tannique est utilisé pour passiver la corrosion du fer et empêcher toute corrosion future. Il est commercialisé en tant que convertisseur de rouille.